# Luca Pagano
Luca Pagano (Treviso, 1978) é um jogador de pôquer italiano profissional, membro do Team PorkerStars Pro.